# Плоскотело живениче
Плоскотелото живениче (Libellula depressa от род Libellula и семейство Плоски водни кончета (Libellulidae)) е един от най-разпространените видове водни кончета в Европа и Централна Азия. То е особено лесно отличимо благодарение на четирите си прозрачни крила и плоския си и много широк корем, който при мъжките екземпляри добива светлосин матов оттенък, дължащ се на подобен на восък налеп.

## Физическо описание
Водните кончета от този вид имат широки, плоски кореми, които на цвят са кафяви, с жълти петънца в края. При мъжките екземпляри коремът е покрит и със светлосин матов восъчен налеп (терминът за който е pruinescence, pruinosity). Имат две двойки крилца – предни и задни, които в голямата си част са прозрачни, но само в основата си са пигментирани в тъмно. Средният размах на крилата е приблизително 70 mm.
- Мъжки екземпляр с характерното си оцветяване
- Млад женски екземпляр
- Възрастен женски екземпляр
- Корем на женска отгоре (вляво) и отдолу (вдясно)

## Разпространение и местообитание
Плоскотелото живениче е разпространено в Централна и Южна Европа, в Централна Азия и Близкия изток. На север местообитанията му се простират до южните части на Шотландия, Швеция и Финландия; среща се и на някои средиземноморски острови като Корсика, Сардиния, Сицилия и Менорка, но ареалът му не достига до африканските брегове.
Видът може да се види в близост до естествени и изкуствени езера. Храни се с много видове по-малки насекоми. Възрастните екземпляри са склонни към миграция и по време на съзряването често могат да бъдат видяни и на по-голямо разстояние от водни басейни.

## Поведение и размножаване
Активният период на летене на този вид водни кончета от април до септември, основно през май и юни. Летят бързо и се стрелкат над водата. Мъжките плоскотели живеничета ревниво си пазят територията и се впускат в борба за надмощие с други мъжки от същия вид или от други видове водни кончета, които се случи да срещнат в своята територия.
При появата на женска, мъжкият лети над нея и извършва чифтосването в полет, често за по-малко от минута. Двойката се разделя и женската търси подходящо място, където да снесе яйцата си, обикновено воден басейн с подводна растителност. Снасянето на яйцата отново става в полет, като женската пърха над водата, потапяйки в нея само корема си.
Яйцата се излюпват след 4 – 5 седмици и в състояние на ларви им отнемат 1 – 2 години, за да се развият; точният период зависи от температурата и други условия на средата. Ларвите живеят в тинята на дъното на езерото, заровени в кал почти изцяло – подавайки само главата и очите си. След като метаморфозират от нимфи до възрастни екземпляри (имаго), плоскотелите живеничета претърпяват период на съзряване, когато се отдалечават от водния басейн.
- Метаморфоза от нимфа към имаго
- Нимфа
- Имаго

## Систематика
Видът традиционно се причислява към род Libellula, но съществуват определени доказателства, основани на РНК и ДНК анализи, че видът трябва да бъде причислен към род Ladona (Artiss et al., 2001). Тази промяна на систематиката на вида обаче не е широко приета и в книгите и полевите определители видът продължава да се води към род Libellula.